# Lanterne de Beyne
Pour les articles homonymes, voir Beyne.
Cet article court présente un sujet plus développé dans : Daltonisme.
La lanterne de Beyne est un appareil utilisé pour vérifier la capacité d'un individu à identifier rapidement des signaux de couleur en complément du test d'Ishihara.
Elle émet tour à tour une lumière de couleur bleue, rouge, verte, jaune et blanche. Chaque couleur est émise suivant un angle d'ouverture et à une distance de l’individu bien précis et pendant un temps déterminé (par exemple, 3' d'ouverture à 5 mètres de distance, avec 1 seconde d'exposition).
Cette lanterne est un des procédés utilisés pour déterminer l'aptitude à pratiquer certaines professions qui requièrent de distinguer des lumières rouges, vertes et blanches, comme la marine et l'aviation.
Sa pertinence peut toutefois être remise en cause. Une étude publiée dans « Aviation, Space, and Environmental Medicine » a en effet montré que même des personnes ayant une vision des couleurs normale pouvaient échouer au test de la lanterne de Beyne.